# Adelina Thaçi
Adelina Thaçi, född den 31 maj 1980 i Pristina i Kosovo, är en albansk sångerska.
Thaçi är dotter till skådespelaren Rasim Thaçi och Shukrije Thaçi. Adelina började sjunga vid 10 års ålder och har deltagit i flera musiktävlingar i Albanien och Kosovo. År 2008 ställde Thaçi upp i Festivali i Këngës 47 med låten "Orët e fundit" (de sista timmarna). I semifinalerna sjöng hon dels låten själv, och dels låten som en duett den andra dagen tillsammans med Teuta Kurti. I finalen av tävlingen fick Thaçi 91 poäng vilket räckte till en delad åttonde plats av 20 deltagare.
2013 deltog hon i Kënga Magjike 2013 med låten "Po u merzite" skriven av Aida Baraku och komponerad av Armend Rexhepagiqi. Hon slutade på 15:e plats och vann Çesk Zadeja-priset.